# Darrell Glenn
Darrell Orvis Glenn (7 de diciembre de 1935 - 9 de abril de 1990) fue un cantante y compositor estadounidense. En 1953 publicó la canción " Crying in the Chapel ", escrita por su padre, Artie Glenn.  También escribió canciones grabadas por otros artistas, incluido Elvis Presley .

## Biografía
Darrel Glenn nació en 1935. Su familia se mudó a Fort Worth (Texas), donde asistió a la J.P. Elder Junior High y Fort Worth Technical High School.  Ganó un concurso de talentos en Waco (Texas), donde el premio fue una oportunidad para grabar con Bob Wills.  Lanzó "Crying in the Chapel" cuando tenía 17 años antes de graduarse en junio de 1953. 
Sus primeras grabaciones aparecieron en el sello Valley Records de Knoxville (Tennessee), producidas por Floyd Wilson, quien escribió una de las mejores grabaciones de Glenn, "I Think I'm Falling In Love With You". La grabación de Glenn de "Crying in the Chapel" se grabó originalmente como demo en estudios profesionales en Fort Worth (Texas), con el propósito de que su padre, Artie, colocara la canción en manos de un editor. La canción finalmente fue aceptada por Valley Publishers, quienes acordaron lanzar la misma grabación demo como su primer lanzamiento de Valley Records en 1953. La canción rápidamente se convirtió en un éxito. Glenn todavía era estudiante cuando se lanzó la canción, y después de graduarse, realizó una gira por Estados Unidos y Canadá. Más tarde también realizó una gira con Bob Hope. 
"Crying in the Chapel" fue versionada en el ámbito pop por June Valli, Sonny Til & the Orioles en el ámbito R&B y unos diez años más tarde por Elvis Presley. Todas las versiones se convirtieron en grandes éxitos. En 1959, Glenn volvió a grabar "Crying in the Chapel" para National Recording Corporation como canción principal de un álbum de canciones inspiradoras. Entre los artistas que colaboraron en la grabación de Darrell para NRC Records se encuentran Joe South, Ray Stevens y Jerry Reed. 
Glenn hizo apariciones regulares en el programa de radio Bewley Barn Dance, y también apareció en el Big D Jamboree.  Se unió como vocalista a un grupo llamado Commodores, que tuvo un éxito local titulado "Uranium", escrito por el padre de Glenn, Artie, en 1955.  
Glenn escribió varias canciones grabadas por otros artistas; entre ellas se encuentran el lanzamiento de Elvis Presley de 1967, "Indescribably Blue", "Bear With Me a Little Longer" de Eddy Arnold y "Only the Redeemed" de Kenneth Copeland, que recibió una nominación al Grammy.  También escribió para un álbum de canciones góspel de Copeland. 
Glenn fue copropietario de Glendale Records y también estuvo involucrado en otros sellos, incluso se desempeñó como director de A&R en Pompeii Records en 1968. 
Glenn se convirtió en evangelista en la década de 1970. 
Falleció el 9 de abril de 1990 de cáncer en Fort Worth a la edad de 54 años. Fue enterrado en Bluebonnet Hills Memorial Park en Colleyville, Texas. 